# Crvena rijeka (Mississippi)
 Ovo je glavno značenje pojma Crvena rijeka (Mississippi). Za druga značenja pogledajte Crvena rijeka.
Crvena rijeka (eng. Red River ili Red River of the South) je rijeka u Sjedinjenim Američkim Državama, velika pritoka Mississippija duga 2 080 km.

## Zemljopisne karakteristike
Red se oblikuje na visoravnima istočnog Novog Meksika, gdje izviru vodotoci koje ga oblikuju Prairie Dog i Buck. Od tamo teče u smjeru jugoistoka, formirajući velikim dijelom granicu između Texasa i Oklahome, zatim teče kroz Louisianu da se na kraju, sjeverozapadno od grada Baton Rouge, ulije u rukavac Mississippija Atchafalayu, koji otječe do Meksičkog zaljeva. Do sredine 20. stoljeća Rijeka Red  uvirala je djelomično u rukavac Atchafalaya ali i rukavac Old River. Nakon izgradnje protupoplavnih nasipa na Oldu, Red otiče samo u Atchafalayu.
Početkom 19. stoljeća plovidba iznad Natchitochesa u Louisiani, bila je nemoguća zbog pličine duge 260 km poznate kao Great Raft. Henry Miller Shreve je 1830-ih konstruirao prva jaružala za čišćenje riječnog dna, druga velika barijera produbljena je 1873.Tako da je danas rijeka plovna oko 725 km uzvodno, sve do jugozapadnog Arkansasa, ipak brodovi s gazom većim od 1,2 m mogu doploviti do tu samo nekoliko mjeseci u godini. Većina riječnog prometa odvija se u donjem toku rijeke dugom 56 km.
Red River ima porječje veliko 241 000 km², koje se proteže kroz četiri američke države Texas, Oklahomu, Arkansas i Louisianu.Najveće pritoke su mu Ouachita, Wichita, Sulphur, Washita.
Izgradnjom brane Denison 1944., 1 168 km uzvodno od ušća, formirano je akumulacijsko jezero Jezero Texoma. Nakon tog izgrađeno je još puno brana po pritokama Reda po Texasu, Oklahomi, Arkansasu i Louisiani zbog kontrole od poplava i razvoja tih krajeva.
Za Američkog građanskog rata - 1864., Rijeka Red bila je poprište neuspješnog pokušaja prodora snaga Unije na teritorij Konfederacije.

## Vanjske poveznice
- Red River, na portalu Encyclopædia Britannica (engl.)